# Peter Pan's Neverland Nightmare
Série Twisted Childhood Universe
Winnie-The-Pooh: Blood and Honey 2
(2024) Bambi: The Reckoning
(2025)
Pour plus de détails, voir Fiche technique et Distribution.
Peter Pan's Neverland Nightmare ou Le Cauchemar de Peter Pan en Belgique est un film d'horreur indépendant américano-britannique écrit et réalisé par Scott Chambers (en), sorti en 2025.

## Synopsis
Wendy part a la recherche de son frere enleve par Peter Pan.

## Fiche technique
Sauf indication contraire, les informations mentionnées dans cette section peuvent être confirmées par la base de données cinématographiques IMDb,  présente dans la section « Liens externes ».
- Titre original et français : Peter Pan's Neverland Nightmare
- Titre belge : Le Cauchemar de Peter Pan
- Réalisation : Scott Chambers (en)
- Scénario : Scott Chambers (en), d'après le personnage créé par J.M. Barrie
- Décors : Milesi Bridget
- Costumes : Lila Lasso, Lila Wilder
- Photographie : Vince Knight
- Montage : Dan Allen
- Production : Scott Chambers (en), Rhys Frake-Waterfield (en)
- Production déléguée : Stuart Alson, Nicole Holland
- Musique : Greg Birkumshaw
- Budget : 300 000 £
- Pays de production :  Royaume-Uni |  États-Unis
- Sociétés de production : Jagged Edge Productions, ITN Studios
- Distribution : ITN Distribution (États-Unis), Crome Films (France), ND Pictures (Belgique)
- Langue originale : anglais
- Genre : Thriller, Film d'horreur
- Durée : 89 minutes
- Dates de sortie :
  - États-Unis : 13 janvier 2025
  - France : 30 mai 2025 (VOD)
  - Belgique : 19 mars 2025
- interdit aux moins de 12 ans

## Distribution
Note : Il existe deux doublages français. Un pour la France, réalisé en Espagne par la société de doublage Audioprojects, et un pour la Belgique, réalisé aux Pays-Bas par une société de doublage anglaise, et qui a employé des comédiens néerlandais. Ci-dessous, les noms des comédiens de doublage de la version française réalisée pour la France  sera indiqué à gauche, et les noms des comédiens de doublage de la version française réalisée pour la Belgique  sera indiqué à droite, en italique.
- Megan Placito (VF : Magali Mestre / ?) : Wendy Darling
- Martin Portlock (VF : Olivier Valiente / Luc de Villars) : Peter Pan
- Kit Green (VF : Michaël Cermeno / ?) : Clochette
- Peter DeSouza-Feighoney (VF : Sophie Ostria[note 1] / ?) : Michael Darling
- Kit Green (VF : Michaël Cermeno / ?) : Clochette
- Teresa Banham (VF : Sylvie Santelli / Irada Delsink) : Mary Darling
- Olumide Olorunfemi (VF : Coline Delhay / ?) : Tiger Lily
- Campbell Wallace (VF : Axel Pech / ?) : John Darling
- Nicholas Woodeson (VF : Philippe Mijon / ?) : Steven
- Hardy Yusuf (VF : Isabelle Brès / ?) : Joey
- Harry Whitfield : Crochet
- Callum Hymers (VF : Michel Barrio / ?) : Ronnie
- Kierston Wareing (VF : Fanny Gatibelza / ?) : Roxanne Hook

Version française 
- Studio de doublage : Audioprojects
- Direction artistique : Michaël Cermeno
- Adaptation : Michaël Cermeno

Version française 
- Studio de doublage : Studio situé aux Pays-Bas
- Direction artistique : ?
- Adaptation : ?

## Accueil

### Accueil critique
Le film reçoit un accueil mitigé de la part des critiques avec 43% d’avis favorables sur Rotten Tomatoes. Le public lui donne la note de 70% sur le meme site. Sur Metacritic, qui utilise une moyenne pondérée, a attribué au film une note de 50 sur 100 . Enfin sur Allociné, il reçoit la note de 2,1/5 par le public.

### Box-office
Le film génère 230 515 $ au États-Unis et 966 135 $ à l'étranger, pour un total de 1 196 650 $.

### Nominations et récompenses
Peter Pan's Neverland Nightmare est nominé 5 fois aux National Film Awards UK (en). Le film en gagne deux. Kit Green (en), Martin Portlock, Megan Placito et Peter DeSouza-Feighoney sont respectivement nommés dans les catégories «  Best Supporting Actress », «  Best Actor », «  Best Actress » et «  Best Supporting Actor ». Martin Portlock et Megan Placito gagnent la récompense. Nominé dans la catégorie «  Best Thriller », le film ne gagne pas la récompense.